# Van Puttkammer
Van Puttkammer is een geslacht van oude adel uit Pommeren waarvan leden sinds 1816 tot de Nederlandse adel behoren en dat in 1873 uitstierf.

## Geschiedenis
De stamreeks begint met Lorenz die tussen 1275 en 1312 wordt vermeld. Zijn nazaat mr. Leopold Petrus Adrianus van Puttkammer (1788-1847) werd bij Koninklijk Besluit van 19 oktober 1816 ingelijfd in de Nederlandse adel; de Nederlandse adellijke tak van het geslacht stierf met een zoon van hem in 1873 uit. De Duitse adellijke tak bloeit nog.